# María Rubio
María Rubio  (Tijuana, Mexikó, 1934. szeptember 21. – 2018. március 1.) mexikói színésznő.

## Élete é pályafutása
1934. szeptember 21-én született. 
1986-ban Catalina szerepét játszotta a Cuna de lobos című telenovellában. 1999-ben megkapta Ofelia szerepét a Julieta című sorozatban.

## Filmográfia
- Una familia con suerte (2011).... Inés De la Borbolla y Ruiz
- Kedves ellenség (Querida enemiga) (2008) .... Hortensia, Armendáriz özvegye
- Amor sin maquillaje (2007)
- Las dos caras de Ana (2006-2007) .... Graciela Salgado
- Recuérdame (2007) .... Tamara Vda. de Darién
- Hajrá skacok (¡Vivan los niños!) (2002-2003) .... Sra. Arredondo
- Salomé (2001-2002).... Lucrecia de Montesino
- Julieta (Laberintos de pasión) (1999)  .... Doña Ofelia, Miranda özvegye
- Amor gitano (1999)  .... Isolda
- Amada enemiga (1997) .... Reinalda
- No tengo madre (1997).... Mamá Sarita
- Desencuentro (1997) .... Önmaga
- Imperio de cristal (1994) .... Livia Arizmendi de Lombardo
- Cuna de Lobos (1986)  .... Catalina Creel, Larios özvegye
- Abandonada (1985)  .... Carolina
- Tú eres mi destino (1984)  .... Úrsula
- Te amo (1984) .... Consuelo
- El derecho de nacer (1981)  .... Clemencia del Junco
- Colorina (1980)  .... Ami
- Pasiones encendidas (1978)  .... Lidia
- Rina (1977)  .... Rafaela Miranda y Castro
- Mañana será otro día (1976)  .... Olivia
- El milagro de vivir (1975) .... Eva
- Ana del aire (1974) .... Vera
- Entre brumas (1973) .... Susan
- Me llaman Martina Sola (1972) .... Emma Solorio
- Las máscaras (1971) .... Ida Cruz
- Muchacha italiana viene a casarse (1971) .... Elena de Castro
- Claroscuro .... Elsa
- La Constitución (1970) .... María
- Lo que no fue (1969)
- Sin palabras (1969) .... Sara
- Lágrimas amargas (1967)
- Doña Macabra (1963)